# 現代瓦版
『現代瓦版』（げんだいかわらばん）とは、1981年4月6日から1984年まで、ラジオ関東→アール・エフ・ラジオ日本で放送されていた報道番組である。

## 概要
ラジオ関東の社長であった遠山景久が企画した硬派路線の報道番組。
1980年12月5日に発表した番組の仮タイトルは「ラジオ関東・朝の総合ニュース」（6時45分 - 9時）の予定であった。
番組開始当初は第一部「ニュースと主張」・第二部・「本音と建前、こちら社会部」二部制であった。
コメンテーター・ゲストには右派系（主に正論・国際勝共連合系の関係者）の論者を起用したが、番組内容に同局の労働組合や外部から批判があった。
1983年4月からの改編では2時間に短縮した。

## 出演者

### パーソナリティ
- 窪田康夫
- 武田肇

### アシスタント
- 大平智子
- 笠原登志子

## タイムテーブル

### 1981年4月 - 1983年3月
（出典:）
第一部 ニュースと主張
- 6:45 オープニング・朝の表情・天気予報
- 6:50 ニュースフラッシュ
- 6:55 通勤・出張情報
- 7:00 ジャイアンツ・スポーツニュース
- 7:10 今日の論壇
- 7:25 道路情報、天気予報
- 7:30 ニュース・フラッシュ
- 7:35 海外経済ニュース
- 7:40 新製品、財産情報
- 7:45 海外の話題
- 7:50 通勤情報、天気予報
- 7:55 ニュース・フラッシュ
- 8:00 激録、激ナマ、大激論
- 8:15 趣味の情報
- 8:20 ニュースフラッシュ
- 8:25 道路情報 天気予報
- 8:30 サラリーマン処世訓
- 8:40 生活情報
- 8:45 自治体広報
- 8:50 今日のこよみ・今日の予定・エンティング

第二部 本音と建前 こちら社会部
- 9:00 オープニング
- 9:05 今日の三面記事
- 9:10 人生よろず相談「現代大岡裁き」
- 9:25 ニュース
- 9:30 賛成、反対、 わからない
- 9:50 交通情報
- 9:55 ニュース
- 10:00 古今東西ものしり帳
- 10:05 快刀乱麻「斬る!」
- 10:15 三代、 ナツメロとその心
- 10:25 ニュース
- 10:30 今日のことわざ
- 10:40 タイムトンネル
- 10:50 交通情報
- 10:55 ニュース
- 11:00 現代風刺音楽
- 11:05 商品品さだめ
- 11:20 交通情報
- 11:25 クロージング

### 1983年4月 - 1984年
- 7:00 NEWS、天気予報
- 7:10 スポーツ・ニュース
- 7:15 今日の論壇
- 7:20 道路情報
- 7:33 お天気メモ
- 7:35 経済情報
- 7:47 モーニング・パートナー
- 8:00 NEWS
- 8:05 道路情報
- 8:10 やあ、さわやかさん
- 8:25 おはよう・ゼミナール
- 8:30 道路情報
- 8:35 世相を斬る
- 8:55 声の掲示板